# Christopher Burton
Christopher Burton, född den 22 november 1981 i Toowoomba, är en australisk ryttare.
Han tog OS-brons i lagtävlingen i fälttävlan i samband med de olympiska tävlingarna i ridsport 2016 i Rio de Janeiro.
Vid OS 2024 tog han silver i den individuella fälttävlan.